# Micrathyria kleerekoperi
Micrathyria kleerekoperi – gatunek ważki z rodziny ważkowatych (Libellulidae). Występuje na terenie Ameryki Południowej. WYstępuje endemicznie w Brazylii.